# Mats Magnusson
Pour les articles homonymes, voir Magnusson.
Mats Magnusson, de son nom complet Ture Mats Magnusson, est un footballeur suédois né le 10 juillet 1963 à Helsingborg.

## Biographie

### En club
Au cours de sa carrière, Magnusson a joué pour Malmö FF, le Servette FC, Benfica Lisbonne et le Helsingborgs IF.
Sous les couleurs du club lisboète, il remporte deux championnats du Portugal et dispute deux finales de Coupe des clubs champions européens en  1988 (perdu contre le PSV Eindhoven aux tirs au but) et en 1990 (défaite face à l'AC Milan). Lors de la saison 1989-1990, Magnusson est meilleur buteur du championnat, avec 33 buts.

### En sélection
Magnusson a 30 sélections et a marqué 12 buts avec l'équipe de Suède de 1986 à 1992, il a aussi joué la Coupe du monde 1990, durant laquelle il subit une grave blessure qui le fait quitter les terrains pendant un an.

## Distinctions footballistiques

### Club
Avec le Benfica Lisbonne :
- Champion du Portugal en 1989 et 1991
- Finaliste de la Coupe des clubs champions européens en 1988 et 1990

 Avec le Malmö FF :
- Champion de Suède en 1985, 1986 et 1987
- Vainqueur de la Coupe de Suède de football en 1984 et 1986

### Individuel
- Championnat du Portugal de football : Bola de Prata (« ballon d'argent » en français) 1989–90 – 33 buts/32 matchs

## Anecdote
Seize ans après avoir pris sa retraite, Magnusson fait un rapide retour sur la scène footballistique, acceptant une invitation de Benfica à prendre part à un match de charité pour les victimes du tremblement de terre d'Haïti de 2010. Magnusson n'ayant plus la même forme physique que quand il était joueur, entra dans les dernières minutes du match et fut acclamé par une foule avant de trébucher, cette anecdote le suit depuis.